# 王紫峰
王紫峰（1905年6月18日—1994年6月30日），原名王集有，中国人民解放军中将。获朝鲜民主主义人民共和国二级国旗勋章，1955年获二级八一勋章、一级独立自由勋章、一级解放勋章，1988年获一级红星功勋荣誉章。